# Chréa
Chréa è un comune dell'Algeria, situato nella provincia di Blida.